# Batalion KOP „Stołpce”

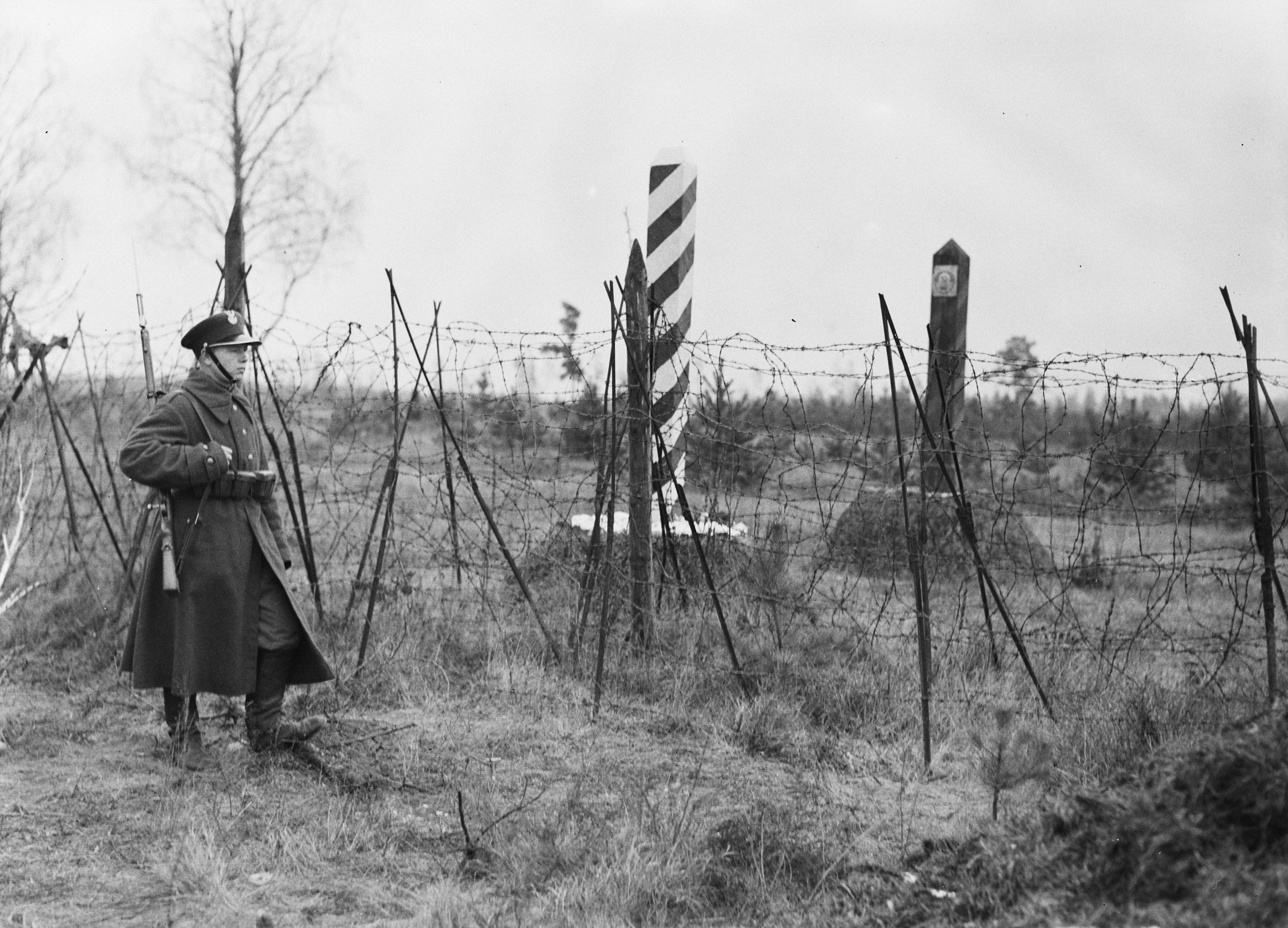
Żołnierz baonu KOP „Stołpce” w pasie granicznym

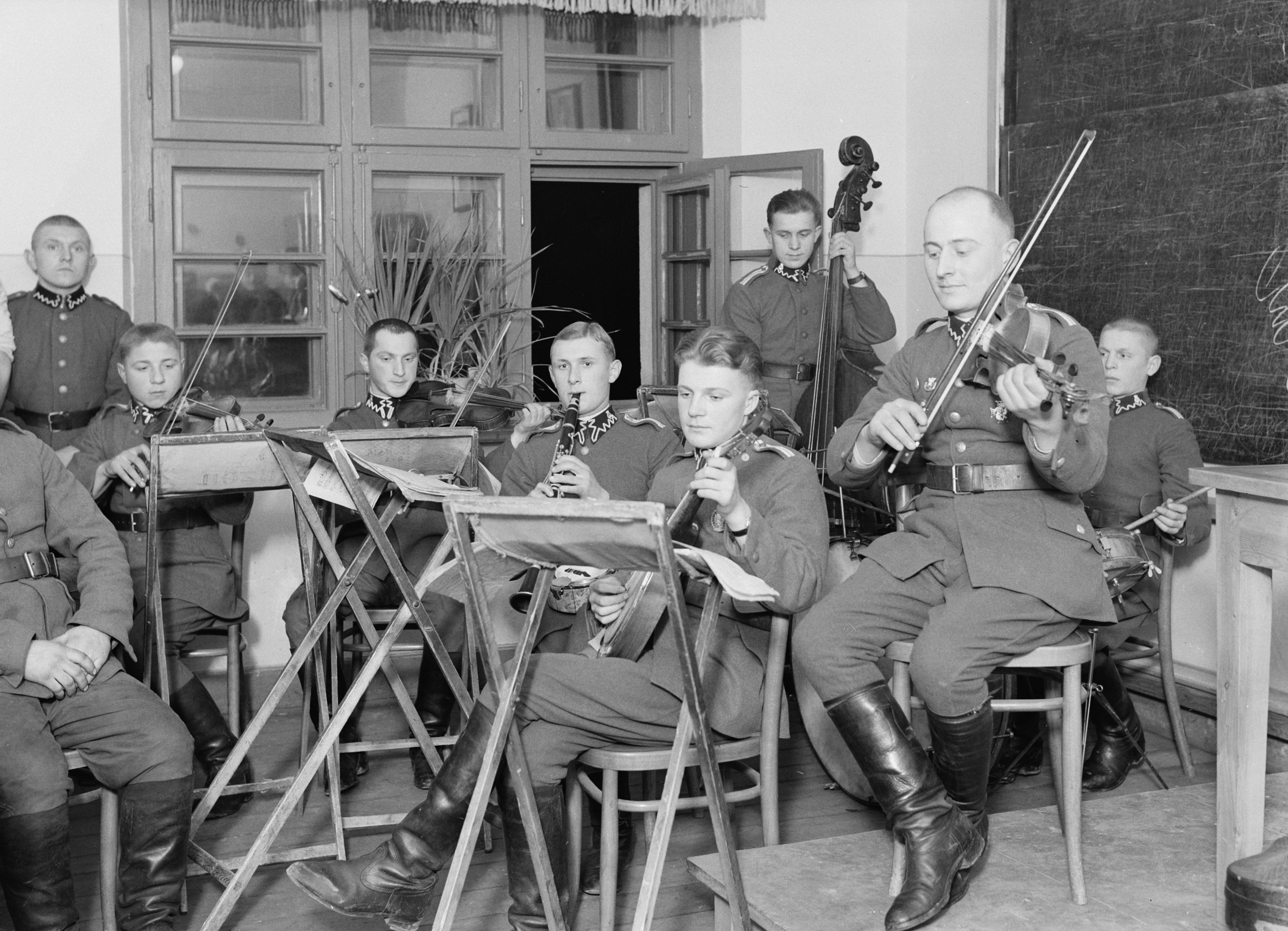
Orkiestra

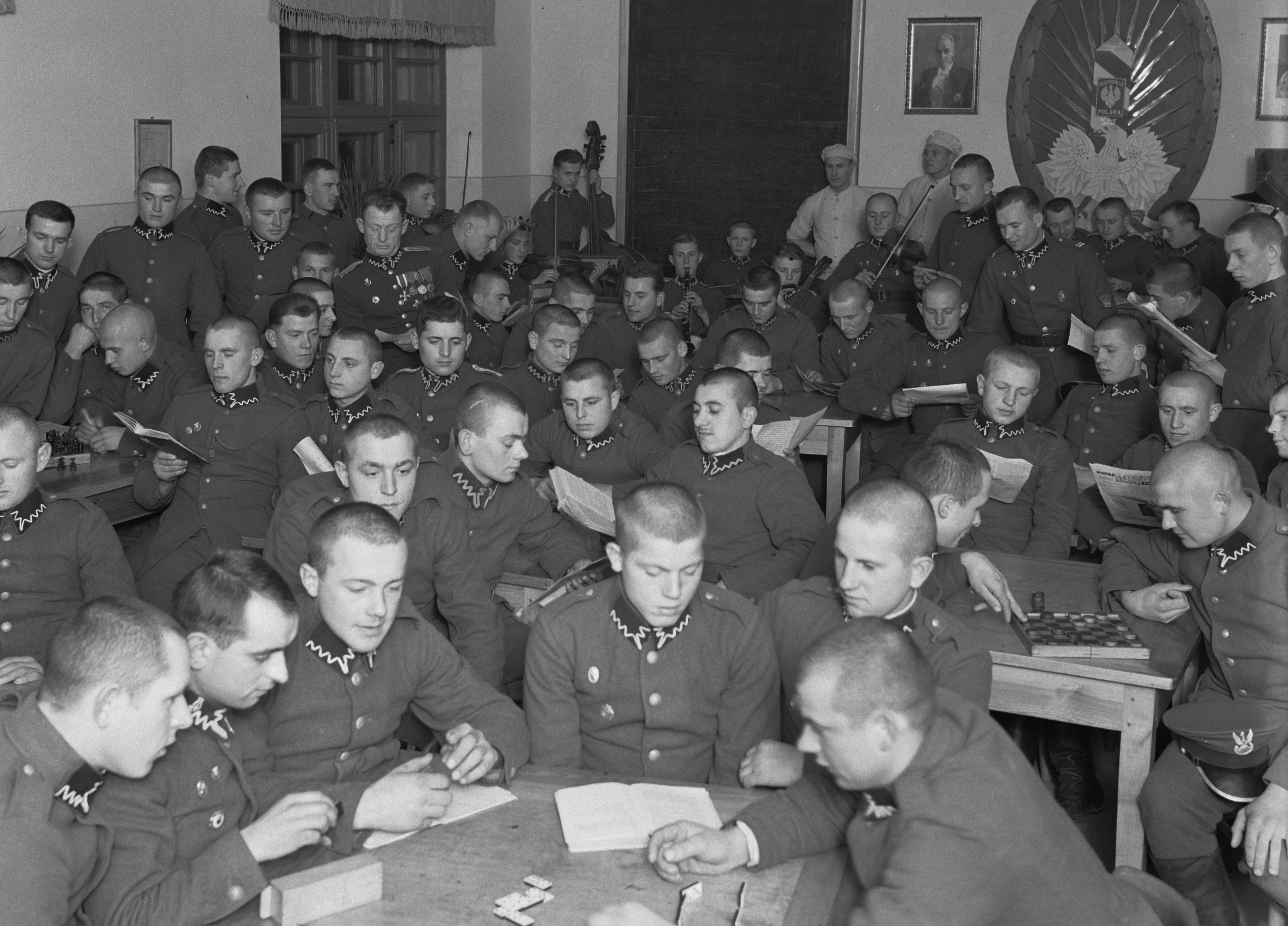
Żołnierze na świetlicy

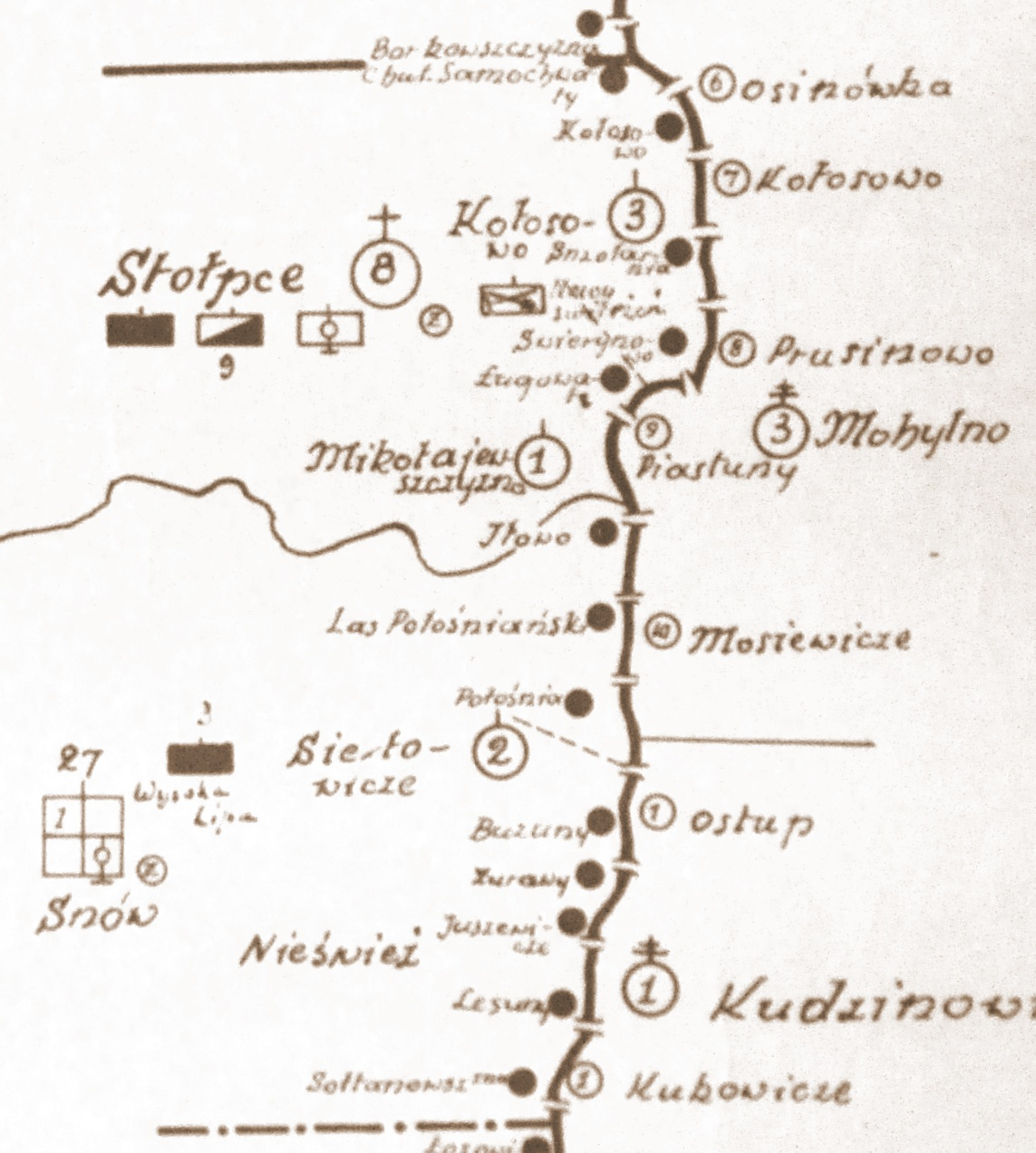
Szkic rozmieszczenia baonu KOP „Stołpce”

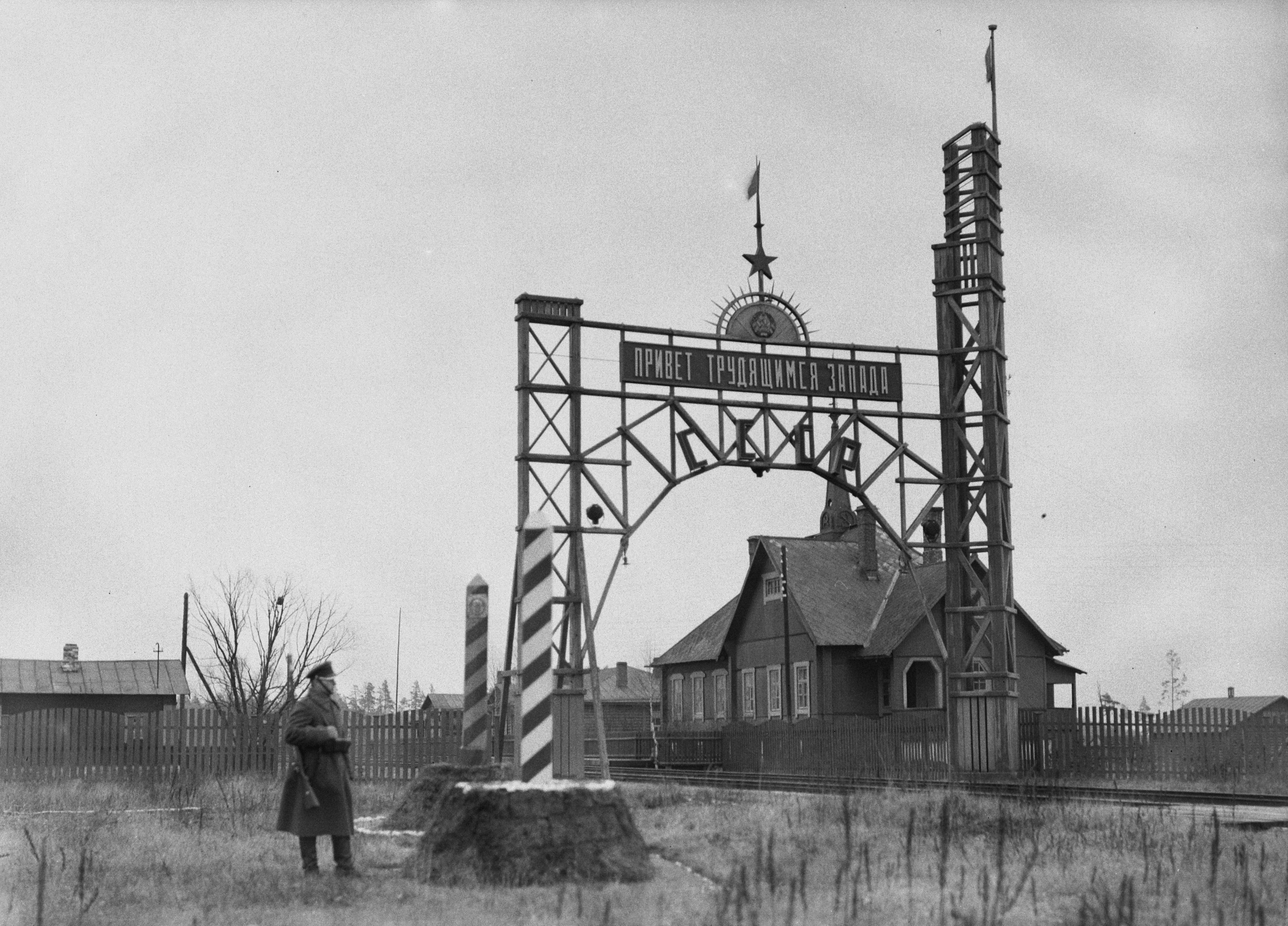
Żołnierz batalionu na stacji kolejowej Stołpce

Batalion KOP „Stołpce” – pododdział piechoty, podstawowa jednostka taktyczna Korpusu Ochrony Pogranicza.

## Formowanie i zmiany organizacyjne
Na posiedzeniu Politycznego Komitetu Rady Ministrów, w dniach 21-22 sierpnia 1924, zapadła decyzja powołania Korpusu Wojskowej Straży Granicznej. 12 września 1924 Ministerstwo Spraw Wojskowych wydało rozkaz wykonawczy w sprawie utworzenia Korpusu Ochrony Pogranicza, a 17 września instrukcję określającą jego strukturę}. W pierwszym etapie organizacji KOP sformowano 2 Brygadę Ochrony Pogranicza, a w jej składzie 8 batalion graniczny „Stołpce”. Podstawą formowania był rozkaz szefa Sztabu Generalnego L. dz. 12044/O.de B./24 z dnia 27 września 1924. W skład batalionu wchodziły: cztery kompanie piechoty, drużyna dowódcy batalionu i pluton łączności. Według etatu liczy on 25 oficerów, 200 podoficerów i 603 szeregowców. Jego uzbrojenie stanowiły: 2 ciężkie karabiny maszynowe, 48 ręcznych km, 48 garłaczy, 439 karabinów, 280 karabinków i 32 pistolety. Środki transportu to 15 wozów taborowych, 1 motocykl i 7 rowerów. Długość ochranianego przez batalion odcinka granicy wynosiła 61 kilometrów, przeciętna długość pododcinka kompanijnego to 20 kilometry, a strażnicy 5 kilometrów. Odległość dowództwa batalionu od dowództwa brygady wynosiła 70 kilometrów.
W 1926 zorganizowano na szczeblu brygady szkołę podoficerską dla niezawodowych podoficerów piechoty. Szkoła 2 Brygady OP stacjonowała w Baranowiczach przy 8 batalionie granicznym.
Latem 1928 zlikwidowana została szkoła podoficerska. W jej miejsce, oraz w miejsce identycznych szkół funkcjonujących w pozostałych brygadach, w twierdzy Osowiec utworzony został batalion szkolny KOP.
W lipcu 1929 przyjęto zasadę, że bataliony przyjmą nazwę miejscowości będącej miejscem ich stacjonowania. Obok nazwy geograficznej, do 1931 stosowano również numer batalionu. W tym czasie batalion na uzbrojeniu posiadał 702 karabiny Berthier wz.1916, 52 ręczne karabiny maszynowe Chauchat wz. 1915 i 2 ciężkie karabiny maszynowe wz.1914.
W wyniku reorganizacji batalionu w 1931, w miejsce istniejących plutonów karabinów maszynowych, utworzono kompanię karabinów maszynowych. Rozwinięto też kadry kompanii szkolnej do pełnoetatowej kompanii odwodowej. Po przeprowadzonej reorganizacji „R.2” batalion składał się z dowództwa batalionu, plutonu łączności, kompanii karabinów maszynowych, kompanii odwodowej i trzech kompanii granicznych.
Latem 1936 dowódca KOP polecił wyłączyć ze składu batalionu KOP „Iwieniec” 2 kompanię graniczną „Rubieżewicze” i włączyć ją jako 4 kompanię graniczną tego batalionu. Odcinek ochraniany przez kompanię włączono w rejon odpowiedzialności dowódcy batalionu KOP „Stołpce” .
W listopadzie 1936 batalion etatowo liczył 22 oficerów, 73 podoficerów, 28 nadterminowych i 691 żołnierzy służby zasadniczej.
Rozkazem dowódcy KOP z 23 lutego 1937 została zapoczątkowana pierwsza faza reorganizacji Korpusu Ochrony Pogranicza „R.3”. Batalion otrzymał nowy etat. Był jednostką administracyjną dla dowództwa pułku KOP „Snów”, szwadronu kawalerii KOP „Stołpce”, kompanii saperów KOP „Stołpce”, lekarza weterynarii rejonu środkowego KOP, placówki wywiadowczej KOP nr 5, posterunku żandarmerii KOP „Stołpce”, komendy rejonu pw KOP „Nowogródek”, komendy powiatu pw KOP „Stołpce” i stacji gołębi pocztowych KOP „Baranowicze”. W wyniku realizacji drugiej fazy reorganizacji KOP, latem 1937 przesunięto 3 kompanię graniczną „Stasiewszczyzna” z batalionu „Iwieniec” do batalionu KOP „Stołpce” jako jego 5 kompanię graniczną. Przesunięto też strażnicę „Łozowicze” 3 kompanii granicznej „Smolicze” batalionu „Kleck” do 2 kompanii granicznej „Siełowicze” batalionu KOP „Stołpce”.
Z dniem 15 maja 1939 batalion stał się oddziałem gospodarczym. Stanowisko kwatermistrza batalionu przemianowane zostało na stanowisko zastępcy dowódcy batalionu do spraw gospodarczych, płatnika na stanowisko oficera gospodarczego, zastępcy oficera materiałowego dla spraw uzbrojenia na zbrojmistrza, zastępcy oficera materiałowego dla spraw żywnościowych na oficera żywnościowego.
Batalion KOP „Stołpce” był jednostką mobilizującą dla dowództwa i I batalionu oraz jednostek pozabatalionowych 96 Pułku Piechoty. Mobilizacja tych oddziałów została przygotowana latem 1939, a przeprowadzona na początku września tego, w I rzucie mobilizacji powszechnej. Zmobilizowany pułk wszedł w skład rezerwowej 38 Dywizji Piechoty i podzielił jej losy w kampanii wrześniowej.
Po odejściu batalionu przeznaczonego dla 38 Dywizji Piechoty garnizon jednostki w Stołpcach wyposażył i doprowadził do stanu etatowego (poprzez wcielenie nowych rekrutów i rezerwistów) jednostkę na nowo od podstaw. Batalion wszedł w skład pułku KOP „Baranowicze”. Po odtworzeniu, batalion ochraniał granicę z ZSRR o długości 94,902 km. Od 17 września 1939 brał udział w obronie ówczesnej wschodniej granicy państwa przed radzieckim agresorem. Pod naciskiem nacierających oddziałów sowieckich baon KOP „Stołpce”, wycofał się w kierunku Nowogródka w ogniu walki, a 20 września został okrążony w Mirze i poddał się oddziałom 6 Dywizji Strzeleckiej 10 Armii.

## Służba graniczna
Batalion graniczny był podstawową jednostką taktyczną Korpusu Ochrony Pogranicza przeznaczoną do pełnienia służby ochronnej na powierzonym mu odcinku granicy polsko-radzieckiej, wydzielonym z pasa ochronnego brygady. Odcinek batalionu dzielił się na pododcinki kompanii, a te z kolei na pododcinki strażnic, które były „zasadniczymi jednostkami pełniącymi służbę ochronną”, w sile półplutonu. Służba ochronna pełniona była systemem zmiennym, polegającym na stałym patrolowaniu strefy nadgranicznej i tyłowej, wystawianiu posterunków alarmowych, obserwacyjnych i kontrolnych stałych, patrolowaniu i organizowaniu zasadzek w miejscach rozpoznanych jako niebezpieczne, kontrolowaniu dokumentów i zatrzymywaniu osób podejrzanych, a także utrzymywaniu ścisłej łączności między oddziałami i władzami administracyjnymi. Batalion graniczny KOP „Stołpce” w 1934 ochraniał odcinek granicy państwowej szerokości 59 kilometrów 910 metrów.
W 1937 ustalono dla batalionu następujący podział ochranianego odcinka granicy państwowej:
- granica północna: odcinek strażnicy „Bardzie” 5 kompanii granicznej „Stasiewszczyzna” baonu „Stołpce” [wł.]
- granica południowa: odcinek strażnicy „Łozowicze” 2 kompanii granicznej „Siełowicze” [wł.].

Po odtworzeniu w 1939, batalion ochraniał granicę długości 94 kilometrów 902 metrów.
Wydarzenia:
- W meldunku sytuacyjnym z 17 stycznia 1925 napisano:

W nocy z 6 na 7 stycznia 1925 przeszkodzono dwóm osobnikom przekroczenie granicy do Rosji Sowieckiej.
12 stycznia 1925 dokonano wymiany szer. Jasinowskiego z 2 komp. batalionu, który dostał się w ręce sowieckiej straży granicznej 6 listopada 1924, a w zamian sowietom oddano ich żołnierza Jana Troickiego.
- W meldunku sytuacyjnym z 23 stycznia 1925 napisano:

17 stycznia 1925 za nielegalne przekroczenie granicy przytrzymano 3 podejrzanych osobników.
17 stycznia 1925 na pododcinku Jagiełłówka nasz patrol spotkał bolszewicki patrol, którego dowódca spytał się kiedy w Polsce będzie rewolucja, ponieważ Polska musi być czerwona, a następnie patrol odjechał.
16 stycznia 1925 na pododcinku nr 17 za nielegalne przekroczenie granicy przytrzymano 2 osobników. Tłumaczyli się, że jadą z Syberii do powiatu Baranowickiego do swoich rodzin. Przekazano ich Policji Państwowej oraz Na pododcinku nr 20 za nielegalne przekroczenie granicy przytrzymano niejakiego Franciszka Mackiewicza. Przekazano go Policji Państwowej.
- W meldunku sytuacyjnym z 26 stycznia 1925 napisano:

W rejonie kompanii nr 16 Rubieżewicze miało miejsce samobójstwo osoby cywilnej Alekszndry Kaczanowicz, która zastrzeliła się z rewolweru kpr. Romualda Mackiewicza z 1 komp. VIII baonu.
- W meldunku sytuacyjnym z 27 stycznia 1925 napisano:

Na pododcinku kompanii nr 16 – Rubieżewicze na odcinkach na wprost strażnic nr 63 i 64 władze bolszewickie przeprowadzają zamianę oddziałów nadgranicznych. Nowe oddziały w grupach po 15 – 30 osób przemaszerowują wzdłuż granicy, prawdopodobnie w celu zapoznania się z terenem. Przeprowadzają częste alarmy i strzelaninę.
- W meldunku sytuacyjnym z 28 stycznia 1925 napisano:

24 stycznia 1925 za nielegalne przekroczenie granicy przytrzymano pięciu osobników, których przekazano Policji Państwowej.
Bataliony sąsiednie:
- 6 batalion KOP „Iwieniec” ⇔ 9 batalion KOP „Kleck”

## Walki batalionu
Walki o strażnice:

Strzegący granicy batalion graniczny ppłk. Stanisława Krajewskiego 17 września 1939 rozpoczął walki z atakującymi strażnice pododdziałami 6 Dywizji Kawalerii, 40 Dywizji Kawalerii, 16 Oddziału Wojsk Pogranicznych NKWD.
5 kompanię „Stasiewszczyzna” zaatakowały pododdziały 16 Oddziału Wojsk Pogranicznych. Jej strażnica „Bardzie” poddała się, a do niewoli dostało się 14 żołnierzy. Strażnica „Morozowicze” po krótkiej walce poddała się. Do niewoli dostało się 16 żołnierzy, w tym ranni. Sowieci mieli 6 rannych.
4 kompanię „Rubieżewicze” atakowały kombinowane pododdziały 16 Oddziału Wojsk Pogranicznych i 6 Dywizji Kawalerii.
Strażnicę „Rubieżewicze" i pododdziały kompanijne zaatakował dowodzony przez kpt. Łasowskiego oddział wydzielony 6 Dywizji Kawalerii. O 8:20 strażnica została zdobyta. Do niewoli dostało się 4 żołnierzy. Pododdziały kompanijne walczyły nieco dłużej.
Strażnicę „Oleszkowo” zaatakował kombinowany oddział 16 Oddziału Wojsk Pogranicznych NKWD. O 7:00 strażnica została zdobyta. 7 żołnierzy, w tym jeden oficer dostało się do niewoli.
Strażnicę „Borkowszczyzna” zaatakował dowodzony przez st. lejtn. Wojnowa 3 szwadron 145 pułku kawalerii z 40 DK. Strażnica została zdobyta.
Strażnice 3 kompanii granicznej „Kołosowo” stawiały opór. Strażnicę „Kołosowo” i pluton odwodowy atakował kombinowany oddział 16 Oddziału Wojsk Pogranicznych NKWD kpt. Jermakowa. W wyniku zastosowania przez sowietów artylerii, załoga strażnicy wycofała się bez strat własnych. Ranny został sowiecki dowódca kpt. Jermakow. Strażnicę „Smolarnia” zaatakował kolejny kombinowany oddział 16 Oddziału Wojsk Pogranicznych. Obrzucona granatami strażnica zapaliła się. Część żołnierzy poległa, do niewoli dostało się 8 żołnierzy w tym jeden oficer. Strażnica „Świerynowo” została zdobyta o 8:00. Do niewoli dostało się 18 żołnierzy, w tym jeden ranny.
2 kompania „Siełowicze” atakowana była przez 17 Oddział Wojsk Ochrony Pogranicza NKWD. O walkach strażnic 1 kompanii granicznej „Mikołajewszczyzna” brak jest informacji.
Pododdziały i sztab batalionu KOP „Stołpce” opuściły Stołpce we wczesnych godzinach rannych 17 września, wycofując się w kierunku zachodnim.
W walkach odwrotowych z Armią Czerwoną:

Wycofujący się w kierunku Nowogródka  batalion KOP „Stołpce”, prowadził walkę ogniową z maszerującymi równolegle oddziałami 11 DK kombryga Andrieja Nikitina. Wobec większej szybkości poruszania się jednostek Armii Czerwonej, resztki sił baonu zostały 20 września okrążone w Mirze i poddały się oddziałom sowieckiej 6 Dywizji Strzeleckiej 10 Armii.

## Struktura organizacyjna

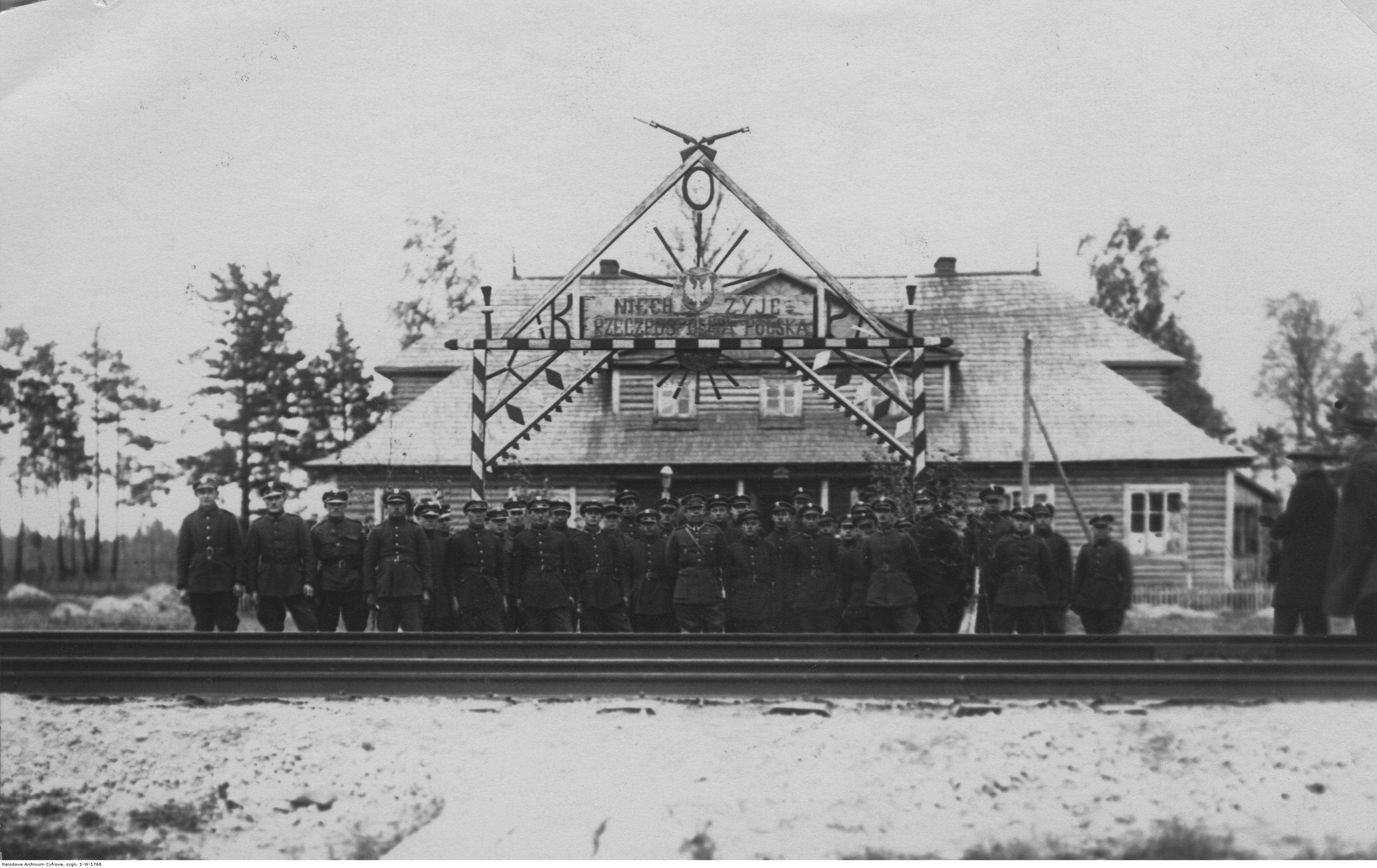
Żołnierze KOP przed strażnicą w okolicy Stołpc; 1926 r.

Organizacja batalionu w 1934:
- dowództwo batalionu
- pluton łączności
- kompania odwodowa
- kompania karabinów maszynowych
- 1 kompania graniczna KOP „Mikołajewszczyzna”
- 2 kompania graniczna KOP „Siełowicze”
- 3 kompania graniczna KOP „Kołosowo”

| Struktura organizacyjna w 1937 (sic!) - dowództwo batalionu KOP „Stołpce” - 1 kompania „Zasule” - strażnica KOP „Zarzecze” - strażnica KOP „Oleszkowo” - strażnica KOP „Borkowszczyzna” - 2 kompania „Doleda” - strażnica KOP „Samochwały” - strażnica KOP „Kołosowo” - strażnica KOP „Smolarnia” - strażnica KOP „Swierzynowo” - 3 kompania „Mikołajewszczyzna” - strażnica KOP „Iłowo” - strażnica KOP „Panie Kochanku” - strażnica KOP „Połośna” | Odtworzona struktura organizacyjna w 1939 - dowództwo batalionu - kompania odwodowa - kompania ckm - pluton łączności - 1 kompania graniczna KOP „Mikołajewszczyzna” - 2 kompania graniczna KOP „Siełowicze” - 3 kompania graniczna KOP „Kołosowo” - 4 kompania graniczna KOP „Rubieżewicze” - 5 kompania graniczna KOP „Stasiewszczyzna” |

## Żołnierze batalionu
Dowódcy batalionu:
- mjr piech. Aleksander Sabliński (od 20 X 1924[39])
- mjr piech. Henryk Borowik (był w 1925[39][40] - 1928 → dowódca baonu 20 pp[41])
- ppłk piech. Marian Hyla (1928 − 27 VIII 1929[42]  → dowódca 10 baonu granicznego)
- mjr dypl. piech. Władysław Michalski (6 VII 1929[42]  - 28 I 1931 → zastępca dowódcy 22 pp)
- mjr / ppłk piech. Zygmunt Bezeg (28 I 1931[42] [43] – 21 III 1935 → zastępca dowódcy 1 pspodh[44][45])
- kpt. Stanisław Paczkowski (p.o. III 1935 – IV 1935[45])
- ppłk piech. Nikodem Sulik (IV 1935 – III 1937[46] → zastępca dowódcy pułku KOP „Snów”)
- mjr Marian Serafiniuk (III 1937 – IV 1937[46])
- ppłk piech. Wojciech Stanisław Wójcik (IV 1937 – XI 1937[46] → zastępca dowódcy pułku KOP „Snów”)
- ppłk Stanisław Kamil Krajewski (XII 1937[46] – IX 1939[22])

Obsada personalna we wrześniu 1928 :
- dowódca batalionu – mjr Henryk Borowik
- adiutant batalionu – por. Leon Wyrzykowski
- kwatermistrz – mjr Stanisław Pilczewski
- płatnik – por. Kazimierz Kulesza
- oficer materiałowy – por. Piotr Świętoń
- oficer żywnościowy – por. Wacław Zachariasiewicz
- oficer wywiadowczy – por. Włodzimierz Dziewiałtowski
- oficer łączności – por. Ferdynand Beck
- dowódca 1 kompanii granicznej – kpt. Zygmunt Cwenarski
- dowódca 2 kompanii granicznej – kpt. Leon Kukla
- dowódca 3 kompanii granicznej – kpt. Otton Pawłowicz
- dowódca kompanii szkolnej – kpt. Nikodem Wojtkowiak

Obsada personalna w listopadzie 1934 :
- dowódca batalionu – ppłk Zygmunt Bezeg
- adiutant batalionu – por. Eustachy Palewicz
- kwatermistrz – kpt. Stanisław Paczkowski
- oficer materiałowy – por. Wacław Stasiuk
- płatnik – por. Kazimierz Kulesza
- lekarz – kpt. Stanisław Augustyn
- dowódca plutonu łączności – por. Zygmunt Śliwa
- dowódca kompanii odwodowej – kpt. Nikodem Wojtkowiak
- dowódca kompanii karabinów maszynowych – kpt. Józef III Wilk
- dowódca 1 kompanii granicznej – kpt. Franciszek Pająk
- dowódca 2 kompanii granicznej – kpt. Adam Litwiński
- dowódca 3 kompanii granicznej – kpt. Bolesław Gucma
- komendant powiatowy PW – por. Stefan Sowa
- kapelmistrz orkiestry – chor. Albert Zelwinder

Obsada personalna batalionu w marcu – czerwcu 1939
- dowódca batalionu – mjr Stanisław Kamil Krajewski[c]
- zastępca dowódcy – mjr Leon Kardaś[d]
- adiutant batalionu – kpt. Franciszek Antoni Stawicki[e]
- kwatermistrz – kpt. Czesław Michał Dąbrowa
- dowódca 1 kompanii granicznej – kpt. Witold Gorczycki[f]
- dowódca 2 kompanii granicznej – kpt. Zenon Tymiński[g]
- dowódca 3 kompanii granicznej – kpt. Zygmunt Otto Śliwa[h]
- dowódca 4 kompanii granicznej – kpt. Franciszek Barszczewski[i]
- dowódca 5 kompanii granicznej – kpt. Jerzy Leon Gędzierski[j]
- dowódca kompanii odwodowej – kpt. Stanisław Kieroń[k]
- dowódca kompanii karabinów maszynowych – kpt. Franciszek Nowiński[l]
- dowódca plutonu łączności – por. Jerzy Stanisław Karol Spiechowicz[m]

Podoficerowie
- st. sierż. Franciszek Koziej

### Żołnierze batalionu – ofiary zbrodni katyńskiej
Biogramy zamordowanych znajdują się na stronie internetowej Muzeum Katyńskiego
| Nazwisko i imię               | stopień              | zawód              | miejsce pracy przed mobilizacją | zamordowany |
| ----------------------------- | -------------------- | ------------------ | ------------------------------- | ----------- |
| Chiliński Piotr               | porucznik            | żołnierz zawodowy  |                                 | Katyń       |
| Gągoliński Karol              | porucznik            | żołnierz zawodowy  |                                 | Katyń       |
| Kiliński Marian               | major lekarz         | żołnierz zawodowy  |                                 | Katyń       |
| Kozłowski Teodor              | porucznik rezerwy    | nauczyciel         | szkoła we Lwowie                | Katyń       |
| Lenczewski-Samotyja Stanisław | podporucznik rezerwy | inżynier rolnik    | majątek w Torczycach            | Katyń       |
| Malinowski Tadeusz            | porucznik            | żołnierz zawodowy  |                                 | Katyń       |
| Palewicz Eustachy             | kapitan              | żołnierz zawodowy  |                                 | Katyń       |
| Stasiuk Wacław                | kapitan              | żołnierz zawodowy  |                                 | Katyń       |
| Rymaszewski Antoni            | podporucznik rezerwy | inżynier           |                                 | Charków     |
| Sztompka Bernard              | porucznik            | żołnierz zawodowy  |                                 | Charków     |
| Fetliński Stanisław           | podchorąży           | żołnierz           |                                 | Kalinin     |
| Jadczyk Władysław             | plutonowy            | żołnierz           |                                 | Kalinin     |
| Kozietulski Przemysław Piotr  | porucznik            | żołnierz zawodowy  |                                 | Kalinin     |
| Ludwig Alfred                 | sierżant rezerwy     | nauczyciel         | Szkoła Powszechna w Horodzieju  | Kalinin     |
| Sobaszczyk Julian Józef       | starszy sierżant     | żołnierz zawodowy  |                                 | Kalinin     |
| Stawicki Józef                | starszy sierżant     | żołnierz zawodowy  |                                 | Kalinin     |
| Szczepanik Józef              | chorąży              | żołnierz zawodowy  |                                 | Kalinin     |
| Urbanek Wacław                | podporucznik rezerwy | lekarz weterynarii | praktyka w Garbatce             | Kalinin     |
| Kulikowski Rudolf             | chorąży              | żołnierz zawodowy  |                                 | BLK         |
| Nowak Wincenty                | starszy sierżant     | żołnierz zawodowy  |                                 | BLK         |